# A brit képviselőház elnöke
Az Egyesült Királyságban a Képviselőház elnöke (angolul Speaker of the House of Commons) vezeti a Képviselőház üléseit és történelmileg őt tekintik az ország első számú közemberének (angolul First Commoner of the Land).
A speaker (ejtsd: szpíkör) elnököl a Képviselőház ülésein és ő dönti el, hogy mely képviselők kapnak szót. Elnökként feladata a viták közbeni rend fenntartása és így megbüntetheti a házszabályokat megszegő képviselőket. Az alkotmányos szokások alapján az elnök pártatlan marad. Az elnök nem vesz részt a vitában és nem szavaz (kivéve a szavazategyenlőség feloldására és akkor is olyan szokásokat betartva, amelyek fenntartják a pártatlanságát), ugyanakkor a gyakori tévhittel ellentétben az elnöknek joga van megszólalni. A Képviselőház elnöklete mellett a speaker adminisztratív és procedurális feladatokat is ellát és továbbra is a választókerülete parlamenti képviselője marad.

## Történet
A hivatal megszakítatlan történet 1376-ból eredeztetik, amikor Sir Peter de la Mare a közemberek nevében szólalt fel az ún. Good Parliamenten, csatlakozva a vezető mágnásokhoz a királyi udvar legnépszerűtlenebb tagjainak és a korona fő minisztereinek az eltávolításában. III. Edward beteg és elszigetelt volt, rangos legidősebb fia Edward a fekete herceg pedig halálos beteg. Így a következő fiúra, a feldühített John of Gauntra maradt, hogy felvegye a harcot. Letartoztatta De la Mare-t és a főbb kritikusokat kegyvesztetté tette. A következő évi 1377-es Bad Parliamenten a megfélemlített köznép Gaunt inasát, Thomas Hungerfordot jelölték ki szóvivőjüknek az elődeik előző évi hibás lépéseinek visszavonásához. Gaunt nyilvánvalóan a saját mását szerette volna a maga ellen puccsához. Bár a polgároknak bizonyos konkrét ügyekben volt kijelölt szóvivője, egészen a XIII. század közepéig visszamenőleg, az egy „szóvivő” fogalma – aki gyorsan a köznép elnöke és ügyeik szervezője is lett – hamar értékesnek bizonyult és gyökeret vert 1376–77 után. 1399-ben Sir John Cheyne of Becfordot választották elnöknek. Az erőteljes Thomas Howard canterburyi érsek állítólag hangot adott félelmének Cheyne egyházkritikus hírneve miatt. Nyolc nappal később Cheyne rossz egészségre hivatkozva lemondott, bár továbbra is élvezte a király kegyét és aktív közéleti tevékenységet folytatott még további tizennégy évig. Lehetséges, hogy akarata ellenére távolították el a hivatalból.
A hivatalnokot maguk a képviselők választották a parlamenti ülés kezdetén, de a gyakorlatban a korona általában elérte, hogy a neki tetsző személyt válasszák meg, jelezve hogy a hivatal történetében a „képviselők kiváltságainak védelme” nem elszigetelten vizsgálandó. A szóvivőnek, mint a teljes testület képviselőjének, személyes immunitásának és vád alóli mentességének intézménye hamar kialakult és erősítette a képviselőház szerepét. A korona pedig hasznosnak találta, hogy van egy személy, aki felhatalmazásánál fogva intézi az alsóház ügyeit és a korona által felvetett ügyek (az esetek többségében a korona akaratának megfelelő) megválaszolására. Így, a Whig elképzelés, mely szerint a köznép a királyi hatalommal szemben nőtt hatalmában valamelyest leegyszerűsítő. A korona a képviselőházat úgy és akkor használta, amikor és ahogy az számára előnyös volt. A képviselőház elnöki hivatala része lett a folyamatnak, amellyel a képviselőház a királyi kormány összetartó, meghatározott és hatékony eszközévé vált.
A középkorban és a korai modern időszakban minden elnök egy megyét képviselt, tükrözve a megyei képviselők nagyobb presztízsét a nagyobb számú városi képviselőkhöz képest. Mivel kevés említést találunk ellenkezőjéről, feltételezhetjük, hogy a legtöbb döntést – legalábbis az általánosakat –, meggyőzés és a megyei képviselők rangjának súlya alapján hozták. Az elnök befolyását nem szabad alábecsülni. Sir Thomas More volt az első elnök akiből később lordkancellár lett.
A XVII. századig a képviselőház tagjai (helyesen) úgy tekintettek a speakerre, mint a Korona ügynökére. Azonban, ahogy a parlament fejlődött, az elnök pozíciója úgy változott, hogy több feladattal járt a képviselőház, mint a korona felé: egyértelműen ez volt a helyzet az angol polgárháború idején is. Időnként ebben a felállásban változás is beállhatott. Ilyen változás állt be 1642-ben, amikor I. Károly király belépett a képviselőházba, hogy felkutasson és letartóztasson öt képviselőt hazaárulásért. Amikor a király megkérdezte William Lenthallt, a ház elnökét, hogy ismeri-e a képviselők lelőhelyét, azt válaszolta: „Őfelsége tetszésére lehet, hogy nincs se szemem amivel lássak, se nyelvem amivel beszéljek ezen a helyen, csak arra amit a Ház, amelynek szolgája vagyok, utasít.” (Angolul: „May it please your Majesty, I have neither eyes to see nor tongue to speak in this place but as the House is pleased to direct me, whose servant I am here.”)
A kabinetkormányzás kialakulása III. Vilmos király alatt – a késői XVII. században – újabb változásokat hozott az elnökség természetében. Az elnököknek általában kapcsolata lehetett egyes minisztériumokkal és gyakran viseltek más kormánytisztségeket is. Például, Robert Harley egyszerre volt speaker és miniszter 1704 és 1705 között. Arthur Onslow az elnöki tisztség 1728 és 1761 közötti betöltője csökkentette a kormányhoz fűződő kapcsolatokat, ugyanakkor a hivatal nagymértékben politikai maradt.
A speaker intézményének modern formája, ahol a hivatal viselője egy semleges és apolitikus tisztviselő, aki egyik párthoz sem tartozik, csupán a tizenkilencedik század közepére fejlődött ki. 
Eddig több mint 150 személy töltötte be a képviselőház elnöki tisztségét. A nevüket arannyal írták fel a képviselőház Könyvtárának C termének falára.

## Választás
A képviselők saját maguk közül választják az elnököt. A képviselőháznak minden választást követő parlamenti ülésszak elején vagy a hivatalban lévő elnök halála, illetve lemondása esetén meg kell választania az elnökét. Az új elnök megválasztása után a régi elnök a parlament feloszlatásáig hivatalban marad. Általában a ház újraválasztja azon elnököket, akik egy hivatali időnél tovább szeretnék hivatalban maradni. Elméletben a képviselőház szavazhatna az újraválasztás ellen is, ez azonban nagyon valószínűtlen, hogy bekövetkezik.
Az elnök megválasztásának módja az utóbbi években változott. 1971-ig a képviselőház titkára (angolul Clerk of the House of Commons) vált a ház ideiglenes elnökévé. Mivel a titkár soha nem egyike a képviselőknek ezért csöndben állva mutogatott arra a képviselőre, akinek megadta a szót. Azonban a ez az eljárás kudarcot vallott 1971-ben az új elnök megválasztásakor és ezért meg kellett változtatni. Azóta, egy eseti bizottság javaslatai alapján, a Ház atyja (a ház azon képviselője aki a leghosszabb ideje szolgál megszakítatlanul) válik az ülésen elnöklő tisztté. 
2001-ig az elnök megválasztása úgy történt, mint a képviselőház bármely más ügye. Egy képviselő javaslatot tett arra, hogy „[X] foglalja el az elnöki széket ebben a Házbam, mint speaker” (angolul „That Mr(s) [X] do take the Chair of this House as Speaker”) melyet vita követett (mely során a módosítójavaslattal más személyt is lehetett jelölni) és a szavazás eldöntötte, hogy melyik jelölt élvez bizalmat. A gyakorlatban jelentős lobbizás történt a színfalak mögött a megfelelő jelölt kiválasztására és így ritka volt az új elnök személyének ellenzése. A rendszer azonban 2000-ben összeomlott, amikor 14 rivális jelölt jelentkezett a feladatra és a vita egy egész parlamenti ülésnapot elvitt. A képviselőház Eljárásrendi Bizottsága ezután felülvizsgálta az elnök megválasztási módját és javaslatot tett egy új rendszerre, mely 2007-ben lépett hatályba és először 2009 júniusában használták Michael Martin lemondását követően.
Az új rendszer alapján a jelölteket legalább tizenkét képviselőnek kell jelölnie, melyek közül legalább háromnak más párthoz kell tartoznia, mint a jelölt. Minden képviselő legfeljebb egy embert jelölhet. A ház ezután titkos szavazással dönt, a győzelemhez abszolút többség szükséges. Ha egy jelölt sem éri el a többséget, a legkevesebb szavazattal rendelkező és a szavazatok öt százalékánál kevesebbet elérő jelölteket kizárják. A Ház folytatja a szavazást, ha szükséges több fordulón keresztül, amíg egy képviselő el nem éri a szükséges többséget. Ezután a képviselőház egy formális indítványról szavaz amely a kérdéses jelöltet kinevezi az elnökségre. (Abban a valószínűtlen esetben, hogy ez az indítvány elbukik, a képviselőháznak újabb szavazási sorozatot kell tartani minden jelölttel.)
Amennyiben csak egy jelölt van, akkor nem tartanak szavazást, hanem a ház rögtön továbblép a jelöltet kinevező indítványra. Hasonló az eljárás, ha az elnök egy további ciklusra is hivatalban szeretne maradni az általános választások után: ekkor sincs szavazás, hanem a képviselőház az elnököt újraválasztó indítványról dönt. Amennyiben az újraválasztási indítvány elbukik, jelölteket állítanak és a képviselőház (a fent leírtak alapján) szavaz.
Az indítvány elfogadása után a megválasztott elnöktől elvárják, hogy vonakodást mutasson a megválasztása kapcsán; a szokások alapján őt a kollégái „odavonszolják” az elnöki székhez.
A megválasztott elnöknek el kell nyernie az uralkodó jóváhagyását is, mielőtt elfoglalhatja hivatalát.

## Fordítás
- Ez a szócikk részben vagy egészben  a   Speaker of the British House of Commons című a Wikipédia-szócikk ezen változatának fordításán alapul.  Az eredeti cikk szerkesztőit annak laptörténete sorolja fel. Ez a jelzés csupán a megfogalmazás eredetét és a szerzői jogokat jelzi, nem szolgál a cikkben szereplő információk forrásmegjelöléseként.